# Sponsalia
Sponsalia w starożytnym Rzymie były to zaręczyny. Na przestrzeni czasowej całego okresu istnienia Rzymu zmieniała się ich forma oraz wiązane z nimi skutki prawne.
W okresie archaicznym zaręczyny miały charakter formalny. Odbywały się poprzez zawarcie umowy słownej między sami narzeczonymi w przypadku, gdy byli oni osobami sui iuris, lub między głowami ich rodzin (pater familias), gdy byli oni osobami alieni iuris. W razie zerwania zaręczyn przez jedną ze stron, druga strona miała możliwość wytoczenia skargi, domagając się zapłaty kary majątkowej.
Już w okresie pryncypatu zaręczyny przybrały charakter nieformalny. Zerwanie zaręczyn nie wiązało się z powstaniem jakichkolwiek skutków prawnych.
W okresie poklasycznym przyszły małżonek dawał narzeczonej zadatek zaręczynowy (arrha sponsalicia), który służył jako zabezpieczenie zrealizowania małżeństwa. W razie zerwania zaręczyn przez mężczyznę jego zadatek stawał się własnością rodziny byłej narzeczonej. W sytuacji, gdy to kobieta zrywała sponsalia, zobowiązana była ona do zapłaty początkowo czterokrotnej, a w późniejszym okresie dwukrotnej wartości zadatku na rzecz byłego narzeczonego.